# 8822 Шурянка
8822 Шурянка (8822 Shuryanka) — астероїд головного поясу, відкритий 1 вересня 1987 року.
Тіссеранів параметр щодо Юпітера — 3,398.